# Murilo Benício
Murilo Benício Ribeiro (Niterói, 13 de julho de 1971) é um ator e diretor brasileiro.

## Biografia
Caçula de quatro irmãos, começou a se interessar por teatro aos dez anos de idade, após ver um filme de Charles Chaplin. No mesmo ano iniciou seus estudos no Teatro O Tablado. Com apenas 11 anos ia sozinho de ônibus de Niterói para o bairro do Jardim Botânico, no Rio de Janeiro, para estudar teatro.
Murilo Benício possui disfemia, conhecida popularmente como gagueira. Apesar de ter feito tratamentos para se curar, a gagueira lhe foi útil para a composição de seu personagem em Fera Ferida.
Morou legalmente nos Estados Unidos de 1989 a 1991, onde trabalhava entregando jornal, pizzas e lavando o chão da pizzaria.

## Carreira
Estreou na televisão em 1993, na telenovela Fera Ferida, interpretando o gari Fabrício, que presidia o Centro de Resistência dos Varredores de Rua de Tubiacanga. Em 1995 atuou como o deficiente intelectual Juca Cipó no remake de Irmãos Coragem. No ano seguinte, esteve no elenco do filme O Monge e a Filha do Carrasco. No mesmo ano, interpretou seu primeiro protagonista, o promotor público Bráulio Vianna na telenovela Vira Lata, contracenando com Andrea Beltrão, Humberto Martins e Marcello Novaes.
Em 1997 interpretou o bandido Toninho no longa Os Matadores. No mesmo ano, viveu Léo em Por Amor, filho rejeitado por Branca (Susana Vieira) que se envolvia com Catarina (Carolina Dieckmann). Em 1998 interpretou Antônio Mourão, protagonista da novela Meu Bem Querer, ao lado de Flávia Alessandra e Alessandra Negrini, e atuou na peça de teatro Deus vivendo o escravo Fidípides.
No ano 2000 estrelou o longa internacional Sabor da Paixão, fazendo par romântico com a atriz espanhola Penélope Cruz. Na TV viveu Cristóvão, o antagonista central de Esplendor. Em 2001 protagonizou o grande sucesso de Gloria Perez, O Clone, por esse trabalho, consagrou-se na teledramaturgia brasileira ao interpretar três personagens, destacando diferenças perceptíveis entre eles com sua interpretação: na primeira fase, viveu os irmãos gêmeos idênticos Lucas e Diogo; e na segunda fase, Lucas mais velho e seu clone, Léo.
Em 2003 recebeu elogios pela sua atuação no filme O Homem do Ano. Posteriormente, viveu o protagonista Danilo de Chocolate com Pimenta, galã da cidade de Ventura e interesse amoroso da mimada Olga (Priscila Fantin), que se apaixona pela pobre Ana Francisca (Mariana Ximenes), e atuou na peça Dois na Gangorra ao lado de Giovanna Antonelli.

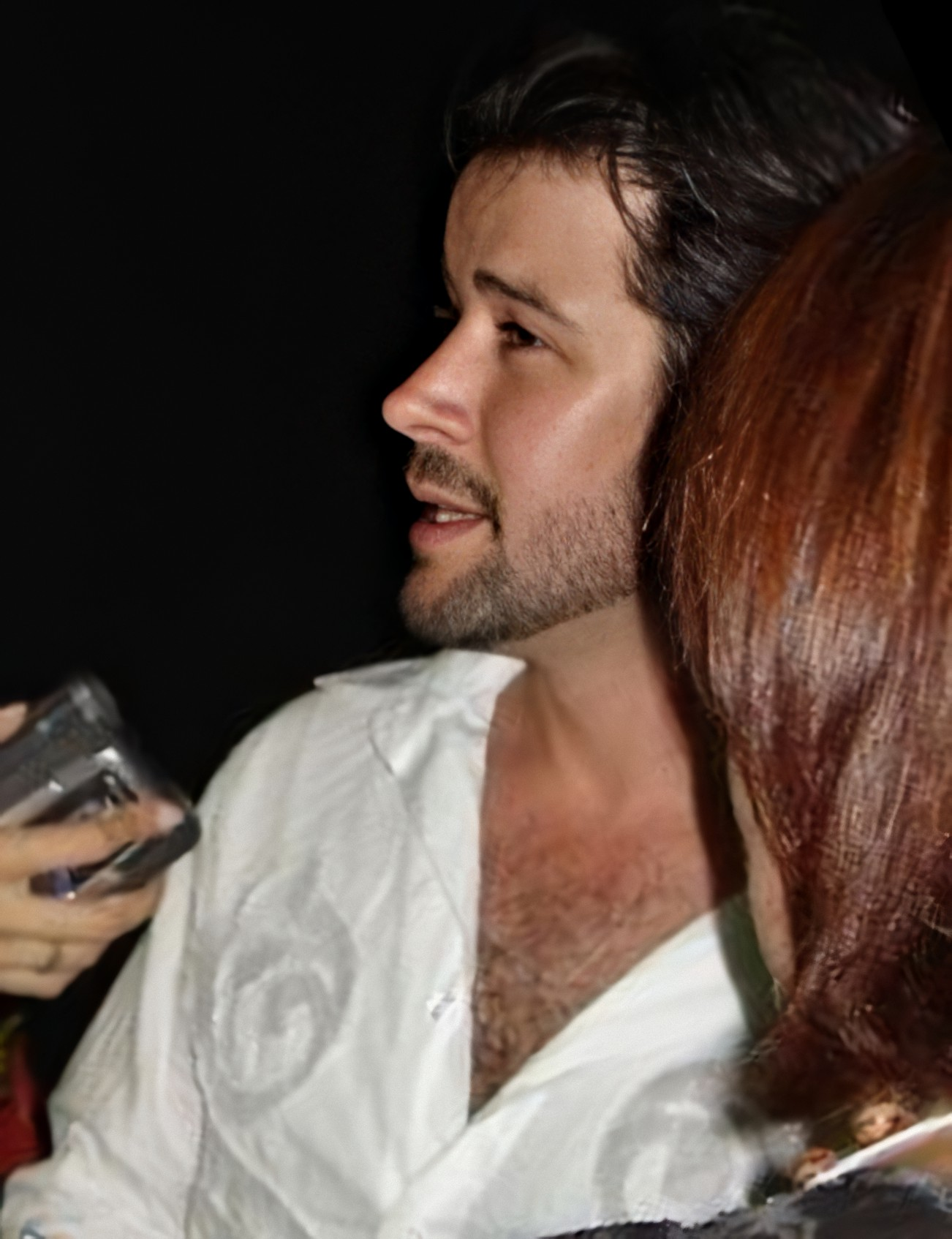
O ator em 2005

Em 2004 participou de mais um longa internacional, desta vez o holandês Paid. No ano seguinte, viveu o peão Tião na telenovela América, protagonizada ao lado de Deborah Secco. De 2005 a 2007, participou do especial de fim de ano Os Amadores. Em 2006 viveu o cômico Arthur Fortuna, um dos protagonistas Pé na Jaca, e voltou ao teatro para curta temporada da peça Fica Comigo Esta Noite no Rio de Janeiro.
Em 2008 deu vida ao ambicioso Dodi, vilão de A Favorita, que lhe rendeu dois prêmios de Melhor Ator, no Melhores do Ano do programa Domingão do Faustão e do Troféu Imprensa, este dividido com Cauã Reymond, que interpretou Halley na mesma novela. Em 2009 esteve em cartaz na série policial Força-Tarefa, transmitida pela TV Globo, na pele do incorruptível tenente Wilson. Em 2010 interpretou o estilista Victor Valentim, pseudônimo de Ariclenes Martins e rival de Jacques Leclair (Alexandre Borges) na segunda versão de Ti Ti Ti; na original, o personagem havia sido vivido por Luis Gustavo, que fez uma participação na novela.
Em 2012 atuou no grande sucesso Avenida Brasil, de João Emanuel Carneiro, onde interpretou o jogador de futebol Jorge Tufão, um dos protagonistas da trama e, na segunda fase, marido da vilã Carminha (Adriana Esteves). Em 2014 interpretou Jaime Favais na minissérie Amores Roubados, pai da protagonista Antônia (Isis Valverde), contracenando com (Cauã Reymond), Isabel (Patricia Pillar), e Antônio (Germano Haiut). No mesmo ano, interpretou o gênio da tecnologia Jonas Marra, protagonista de Geração Brasil.
Em 2016 gravou o filme de comédia Divórcio com Camila Morgado, mesmo ano em que protagonizou, junto da então companheira Débora Falabella, a minissérie Nada Será Como Antes, interpretando o radialista Saulo. No ano seguinte estreou como diretor no longa O Beijo no Asfalto, protagonizado por Lázaro Ramos e todo gravado em 11 dias, em preto e branco e com um orçamento de 1 milhão de reais de seu próprio bolso. Em 2018 dirigiu e escreveu seu segundo filme, Pérola, estrelado por Drica Moraes. Em 2019, retorna às novelas como Raul em Amor de Mãe, par romântico da advogada Vitória (Taís Araújo) e pai de Sandro (Humberto Carrão). Em 2022 interpretou o fazendeiro Tenório Pereira, grande vilão do remake de Pantanal, casado com a submissa Maria (Isabel Teixeira), a quem o personagem apelidava pejorativamente de Maria Bruaca, e cujo passado como grileiro de terras o ligava diretamente a Juma (Alanis Guillen). Voltou a viver um vilão ao retomar a parceria com Manuela Dias, autora de Amor de Mãe, em Justiça 2, interpretando o pedófilo Jayme.
Em 2025, teve sua volta às novelas anunciada ao ser confirmado no elenco de Três Graças como o político Santiago Ferretti; a novela marca o primeiro trabalho do ator com Aguinaldo Silva desde Fera Ferida.

## Vida pessoal
Na adolescência gostava de surfar com os colegas nas praias do Rio e de Niterói, mas parou após começar a trabalhar como ator. Declarou que nessa época gostava de fumar maconha com sua turma de amigos e que nunca viu nada de mal nisso, apesar de ter parado ao se tornar ator. Começou a fumar cigarro aos 26 anos e, após mais de 10 anos, abandonou o vício. Diz que não exagera mais na bebida como na juventude e que, após anos, voltou a fazer exercícios físicos.
A mãe do ator, Berenice, faleceu em 2012, aos 70 anos, em decorrência de um câncer; posteriormente, o ator declararia ver semelhanças entre a mesma e a protagonista de Pérola, filme dirigido por ele.

### Família e relacionamentos
Em 1995 começou a namorar a atriz Alessandra Negrini. Passaram a morar juntos no ano seguinte e tiveram um filho, Antônio, nascido em 19 de dezembro desse mesmo ano. A união terminou em 1999 por desentendimentos constantes. Na época, eles haviam terminado de gravar juntos a novela Meu Bem Querer, como protagonistas.
Em 1999 iniciou um namoro com a também atriz Carolina Ferraz, a quem conheceu em 1997, nas gravações da novela Por Amor. A relação durou até janeiro de 2002, quando Carolina terminou por causa dos ciúmes excessivos de Murilo.
Um ano antes, havia conhecido Giovanna Antonelli, seu par romântico na novela O Clone. Começaram a namorar em 2002 e em 2004, se separaram por alguns meses, se reconciliaram e tiveram um filho, Pietro, nascido em 24 de maio de 2005. Em novembro do mesmo ano, eles se separaram por "incompatibilidade de gênios".
Em 2006 Murilo começou a se relacionar com a atriz Guilhermina Guinle, assumindo o namoro no ano seguinte. A união terminou em julho de 2011, após cinco anos, de forma amigável.
Em dezembro de 2011, Murilo começou a sair com a cenógrafa da TV Globo, Andréa de Souza, a quem conhecia desde 2006. No início de 2012, assumiram publicamente estar namorando.
Em outubro de 2012, durante uma entrevista ao programa de Marília Gabriela no canal GNT, Murilo afirmou que estava se relacionando com a atriz Débora Falabella. Após um bom tempo de especulações, os dois decidiram assumir o namoro e que já estavam vivendo juntos. Segundo o ator, o casal manteve a relação em segredo durante as gravações da telenovela Avenida Brasil, já que tinham se separado de seus respectivos companheiros havia pouco tempo. Eles moraram juntos por sete anos, até o rompimento da união estável em 2019.
Em agosto do mesmo ano, assumiu um relacionamento com a autora Manuela Dias, relacionamento que chegara ao fim em julho de 2020, após quase um ano juntos.
Em 2022, durante participação no Melhores do Ano, do programa Domingão com Huck, assumiu um relacionamento com a jornalista Cecilia Malan, correspondente da TV Globo em Londres. Os dois vivem um relacionamento à distância, já que ele mora no Rio de Janeiro e ela na Inglaterra.

## Filmografia

### Televisão
| Ano  | Título                      | Personagem                                | Notas                         |
| ---- | --------------------------- | ----------------------------------------- | ----------------------------- |
| 1993 | Fera Ferida                 | Fabrício                                  |                               |
| 1995 | A Comédia da Vida Privada   | Marco Antônio                             | Episódio: "Mãe é Mãe"         |
| 1995 | Irmãos Coragem              | Juca Cipó                                 |                               |
| 1996 | Vira Lata                   | Bráulio Vianna / Dráuzio                  |                               |
| 1997 | A Justiceira                | Junin                                     | Episódio: "Filha Única"       |
| 1997 | A Comédia da Vida Privada   | Chico                                     | Episódio: "Anchietanos"       |
| 1997 | Por Amor                    | Leonardo de Barros Mota (Léo)             |                               |
| 1998 | Meu Bem Querer              | Antônio Mourão                            |                               |
| 1999 | Você Decide                 | Gabriel                                   | Episódio: "Plano B"           |
| 1999 | Você Decide                 | Marcelo                                   | Episódio: "O Terceiro Homem"  |
| 2000 | Esplendor                   | Cristóvão Rocha                           |                               |
| 2000 | Brava Gente                 | João                                      | Episódio: "O Condomínio"      |
| 2001 | Brava Gente                 | Delegado Vilela                           | Episódio: "A Coleira do Cao"  |
| 2001 | Os Normais                  | Tato                                      | Episódio: "Todos São Normais" |
| 2001 | O Clone                     | Lucas Ferraz                              |                               |
| 2001 | O Clone                     | Edvaldo Leandro da Silva (Léo)            |                               |
| 2001 | O Clone                     | Diogo Ferraz                              | Episódios: "1–6 de outubro"   |
| 2003 | Chocolate com Pimenta       | Danilo Rodrigues Albuquerque              |                               |
| 2005 | América                     | Sebastião da Silva Higino (Tião)          |                               |
| 2005 | Os Amadores                 | Guilherme Ferreira                        |                               |
| 2006 | Pé na Jaca                  | Arthur Fortuna                            |                               |
| 2008 | A Favorita                  | Eduardo Gentil (Dódi)                     |                               |
| 2009 | Força-Tarefa                | Tenente Wilson                            |                               |
| 2010 | Ti Ti Ti                    | Ariclenes Martins (Ari) / Victor Valentim |                               |
| 2012 | Avenida Brasil              | Jorge Araújo (Tufão)                      |                               |
| 2014 | Amores Roubados             | Jaime Favais                              |                               |
| 2014 | Geração Brasil              | Jonas Marra                               |                               |
| 2016 | Nada Será Como Antes        | Saulo Ribeiro                             |                               |
| 2018 | Se Eu Fechar os Olhos Agora | Adriano Marques Torres                    |                               |
| 2019 | Amor de Mãe                 | Raul Camargo                              |                               |
| 2022 | Pantanal                    | Tenório Pereira Santos                    |                               |
| 2024 | Justiça 2                   | Jayme Teixeira                            |                               |
| 2025 | Três Graças                 | Santiago Ferretti (Ferretti)              |                               |

### Cinema

#### Como ator
| Ano  | Título                                      | Personagem            | Notas          |
| ---- | ------------------------------------------- | --------------------- | -------------- |
| 1995 | O Monge e a Filha do Carrasco               | Ambrosius             |                |
| 1997 | Os Matadores                                | Toninho               |                |
| 1997 | Decisão                                     | Roberto               | Curta-metragem |
| 1999 | Orfeu                                       | Lucinho               |                |
| 1999 | Até Que a Vida Nos Separe                   | Tônio                 |                |
| 2000 | Sabor da Paixão                             | Toninho Oliveira      |                |
| 2001 | Amores Possíveis                            | Carlos                |                |
| 2002 | O Homem do Ano                              | Maiquel               |                |
| 2004 | Sexo, Amor e Traição                        | Carlos                |                |
| 2005 | Paid                                        | Michael Ângelo        |                |
| 2006 | Casseta & Planeta: Seus Problemas Acabaram! | Dr. Botelho Pinto     |                |
| 2007 | Inesquecível                                | Diego Borges          |                |
| 2012 | E Aí... Comeu?                              | Wolney                |                |
| 2013 | Reino Escondido                             | Professor Bomba (voz) | Dublagem       |
| 2017 | Divórcio                                    | Júlio                 |                |
| 2018 | O Animal Cordial                            | Inácio                |                |
| 2024 | Amigos Imaginários                          | Blue (voz)            | Dublagem       |
| 2025 | Assalto à Brasileira                        | Paulo                 |                |
| 2026 | Nico                                        | Márcio                |                |

#### Como diretor
| Ano  | Título             | Notas                        |
| ---- | ------------------ | ---------------------------- |
| 2018 | O Beijo no Asfalto | Também roteirista e produtor |
| 2023 | Pérola             | Também roteirista            |

## Teatro
| Ano  | Título                 | Personagem |
| ---- | ---------------------- | ---------- |
| 1996 | As Tias do Mauro Rasi  | Mauro Rasi |
| 1998 | Deus                   | Ator Grego |
| 2003 | Dois na Gangorra       | Jerry      |
| 2006 | Fica Comigo Esta Noite | Edu        |

## Prêmios e indicações
| Ano  | Prêmio                                            | Categoria                                     | Nomeações                 | Resultado |
| ---- | ------------------------------------------------- | --------------------------------------------- | ------------------------- | --------- |
| 1994 | Troféu APCA                                       | Revelação Masculina                           | Fera Ferida               | Venceu    |
| 1994 | Prêmio TV Press                                   | Melhor Ator Revelação                         | Fera Ferida               | Venceu    |
| 2000 | Grande Prêmio do Cinema Brasileiro                | Melhor Ator                                   | Orfeu                     | Indicado  |
| 2000 | Prêmio Guarani de Cinema Brasileiro               | Melhor Ator Coadjuvante                       | Até que a Vida Nos Separe | Venceu    |
| 2001 | Grande Prêmio do Cinema Brasileiro                | Melhor Ator                                   | Amores Possíveis          | Indicado  |
| 2001 | Prêmio Arte Qualidade Brasil - SP                 | Melhor Ator de Cinema                         | Amores Possíveis          | Indicado  |
| 2001 | Prêmio Arte Qualidade Brasil - RJ                 | Melhor Ator de Cinema                         | Amores Possíveis          | Indicado  |
| 2002 | Prêmio Arte Qualidade Brasil - SP                 | Melhor Ator de Telenovela                     | O Clone                   | Indicado  |
| 2002 | Prêmio Qualidade Brasil - RJ                      | Melhor Ator de Telenovela                     | O Clone                   | Venceu    |
| 2002 | Prêmio Austregésilo de Athayde                    | Melhor Ator                                   | O Clone                   | Venceu    |
| 2002 | Melhores do Ano                                   | Melhor Ator                                   | O Clone                   | Indicado  |
| 2002 | Prêmio Contigo! de TV                             | Melhor Ator de Novela                         | O Clone                   | Indicado  |
| 2002 | Prêmio Contigo! de TV                             | Melhor Par Romântico                          | O Clone                   | Venceu    |
| 2003 | Prêmio INTE                                       | Ator do Ano                                   | O Clone                   | Indicado  |
| 2003 | Prêmio ACE                                        | Melhor Ator                                   | O Clone                   | Venceu    |
| 2003 | Festival de Cinema Latino-Americano de Washington | Melhor Ator                                   | O Homem do Ano            | Venceu    |
| 2003 | Festival de Cinema Brasileiro de Miami            | Melhor Ator                                   | O Homem do Ano            | Venceu    |
| 2003 | Prêmio Guarani de Cinema Brasileiro               | Melhor Ator                                   | O Homem do Ano            | Indicado  |
| 2003 | Prêmio Qualidade Brasil - RJ                      | Melhor Ator de Cinema                         | O Homem do Ano            | Indicado  |
| 2003 | Prêmio Qualidade Brasil - SP                      | Melhor Ator de Cinema                         | O Homem do Ano            | Indicado  |
| 2003 | Prêmio Qualidade Brasil - SP                      | Melhor Ator de Telenovela                     | Chocolate com Pimenta     | Indicado  |
| 2004 | Prêmio Contigo! de TV                             | Melhor Ator                                   | Chocolate com Pimenta     | Indicado  |
| 2005 | Blockbuster Entertainment Awards                  | Melhor Ator de Drama                          | O Homem do Ano            | Indicado  |
| 2005 | Blockbuster Entertainment Awards                  | Melhor Beijo (com Carolina Ferraz)            | Amores Possíveis          | Indicado  |
| 2005 | Blockbuster Entertainment Awards                  | Melhor Par Romântico (com Carolina Ferraz)    | Amores Possíveis          | Indicado  |
| 2005 | Melhores do Ano                                   | Melhor Ator                                   | América                   | Indicado  |
| 2005 | Prêmio Qualidade Brasil - RJ                      | Melhor Ator de Televisão                      | América                   | Indicado  |
| 2007 | Prêmio Qualidade Brasil                           | Melhor Ator Teatral Comédia                   | Fica Comigo Esta Noite    | Indicado  |
| 2007 | Prêmio Extra de Televisão                         | Melhor Ator                                   | Pé na Jaca                | Indicado  |
| 2007 | Prêmio Contigo! de TV                             | Melhor Ator                                   | Pé na Jaca                | Indicado  |
| 2007 | Prêmio Contigo! de TV                             | Melhor Par Romântico (com Juliana Paes)       | Pé na Jaca                | Indicado  |
| 2008 | Prêmio Quem de Televisão                          | Melhor Ator                                   | A Favorita                | Indicado  |
| 2008 | Prêmio Extra de Televisão                         | Melhor Ator                                   | A Favorita                | Indicado  |
| 2008 | Melhores do Ano                                   | Melhor Ator                                   | A Favorita                | Venceu    |
| 2008 | Prêmio Revista Minha Novela                       | Ator do Ano                                   | A Favorita                | Venceu    |
| 2009 | Troféu Imprensa                                   | Melhor Ator                                   | A Favorita                | Venceu    |
| 2009 | Prêmio Contigo! de TV                             | Melhor Ator                                   | A Favorita                | Indicado  |
| 2009 | Prêmio Arte Qualidade Brasil                      | Melhor Ator de Série ou Projeto               | Força-Tarefa              | Indicado  |
| 2010 | Prêmio Arte Qualidade Brasil                      | Melhor Ator de Série ou Projeto               | Força-Tarefa              | Indicado  |
| 2010 | Prêmio Arte Qualidade Brasil                      | Melhor Ator                                   | Ti Ti Ti                  | Venceu    |
| 2010 | Prêmio Extra de Televisão                         | Melhor Ator                                   | Ti Ti Ti                  | Venceu    |
| 2010 | Prêmio Quem de Televisão                          | Melhor Ator                                   | Ti Ti Ti                  | Venceu    |
| 2010 | Troféu APCA                                       | Melhor Ator                                   | Ti Ti Ti                  | Venceu    |
| 2010 | Melhores do Ano                                   | Melhor Ator                                   | Ti Ti Ti                  | Venceu    |
| 2010 | Prêmio TV Press                                   | Melhor Ator                                   | Ti Ti Ti                  | Venceu    |
| 2010 | Melhores do UOL e PopTevê                         | Melhor Ator                                   | Ti Ti Ti                  | Venceu    |
| 2010 | Prêmio Revista Minha Novela                       | Ator do Ano                                   | Ti Ti Ti                  | Venceu    |
| 2011 | Troféu Imprensa                                   | Melhor Ator                                   | Ti Ti Ti                  | Indicado  |
| 2011 | Meus Prêmios Nick                                 | Ator Favorito                                 | Ti Ti Ti                  | Indicado  |
| 2011 | Prêmio Contigo! de TV                             | Melhor Ator                                   | Ti Ti Ti                  | Venceu    |
| 2011 | Prêmio Contigo! de TV                             | Melhor Ator de Série ou Minissérie            | Força-Tarefa              | Indicado  |
| 2011 | Prêmio Quem de Televisão                          | Melhor Ator                                   | Força-Tarefa              | Indicado  |
| 2011 | Prêmio Qualidade Brasil                           | Melhor Ator de Série ou Projeto               | Força-Tarefa              | Indicado  |
| 2012 | Prêmio Quem de Televisão                          | Melhor Ator                                   | Avenida Brasil            | Indicado  |
| 2012 | Prêmio Extra de Televisão                         | Melhor Ator                                   | Avenida Brasil            | Indicado  |
| 2012 | Melhores do Ano                                   | Melhor Ator                                   | Avenida Brasil            | Venceu    |
| 2012 | Melhores do Ano NaTelinha                         | Melhor Ator                                   | Avenida Brasil            | Venceu    |
| 2012 | Prêmio Revista Minha Novela                       | Ator do Ano                                   | Avenida Brasil            | Venceu    |
| 2013 | Troféu Internet                                   | Melhor Ator                                   | Avenida Brasil            | Venceu    |
| 2013 | Troféu Imprensa                                   | Melhor Ator                                   | Avenida Brasil            | Venceu    |
| 2013 | Prêmio Contigo! de TV                             | Melhor Ator de Novela                         | Avenida Brasil            | Venceu    |
| 2014 | Prêmio Contigo! de TV                             | Melhor Ator de Série ou Minissérie            | Amores Roubados           | Indicado  |
| 2014 | Prêmio F5                                         | Ator Coadjuvante do Ano (série ou minissérie) | Amores Roubados           | Venceu    |
| 2014 | Prêmio F5                                         | Ator do Ano                                   | Geração Brasil            | Indicado  |
| 2014 | Prêmio Quem de Televisão                          | Melhor Ator                                   | Geração Brasil            | Indicado  |
| 2014 | Melhores do Ano                                   | Melhor Ator de Novela                         | Geração Brasil            | Indicado  |
| 2015 | Troféu Internet                                   | Melhor Ator                                   | Geração Brasil            | Indicado  |
| 2017 | Festival do Rio                                   | Melhor Ator                                   | O Animal Cordial          | Venceu    |
| 2017 | Rio Fantastik Festival                            | Melhor Ator                                   | O Animal Cordial          | Venceu    |
| 2017 | Troféu Bandeira Paulista da 41ª Mostra de SP      | Competição Novos Diretores                    | O Beijo no Asfalto        | Indicado  |
| 2018 | The International Filmmaker Festival of New York  | Best Feature Film                             | O Beijo no Asfalto        | Venceu    |
| 2019 | Agenda Brasil Festival Internazionale di Cinema   | Melhor Ficção (júri)                          | O Beijo no Asfalto        | Venceu    |
| 2019 | Agenda Brasil Festival Internazionale di Cinema   | Melhor Ficção (público)                       | O Beijo no Asfalto        | Venceu    |
| 2019 | Mostra de Cinema do Brasil                        | Melhor Filme (público)                        | O Beijo no Asfalto        | Venceu    |
| 2019 | Festival Sesc Melhores Filmes                     | Melhor Filme Nacional                         | O Beijo no Asfalto        | Venceu    |
| 2019 | Festival Sesc Melhores Filmes                     | Melhor Roteiro Nacional                       | O Beijo no Asfalto        | Venceu    |
| 2019 | Festival Sesc Melhores Filmes                     | Melhor Direção Nacional                       | O Beijo no Asfalto        | Venceu    |
| 2019 | Festival Sesc Melhores Filmes                     | Melhor Ator Nacional                          | O Animal Cordial          | Venceu    |
| 2019 | Grande Prêmio do Cinema Brasileiro                | Melhor Ator                                   | O Animal Cordial          | Indicado  |
| 2019 | Grande Prêmio do Cinema Brasileiro                | Melhor Roteiro Adaptado                       | O Beijo no Asfalto        | Indicado  |
| 2019 | Prêmio Guarani de Cinema Brasileiro               | Melhor Filme                                  | O Beijo no Asfalto        | Indicado  |
| 2019 | Prêmio Guarani de Cinema Brasileiro               | Melhor Roteiro Adaptado                       | O Beijo no Asfalto        | Indicado  |
| 2019 | Prêmio Guarani de Cinema Brasileiro               | Melhor Direção                                | O Beijo no Asfalto        | Indicado  |
| 2019 | Prêmio Guarani de Cinema Brasileiro               | Melhor Ator                                   | O Animal Cordial          | Venceu    |
| 2020 | Prêmio Área VIP                                   | Melhor Ator                                   | Amor de Mãe               | Indicado  |
| 2020 | Melhores do Ano Minha Novela                      | Ator do Ano (voto crítico)                    | Amor de Mãe               | Venceu    |
| 2020 | Melhores do Ano Minha Novela                      | Ator do Ano (voto público)                    | Amor de Mãe               | Venceu    |
| 2020 | Melhores do Ano Minha Novela                      | Melhor Casal (com Taís Araújo)                | Amor de Mãe               | Indicado  |
| 2022 | Fest Aruanda do Audiovisual Brasileiro            | Melhor Filme                                  | Pérola                    | Indicado  |
| 2022 | Prêmio Notíciasdetv.com                           | Melhor Ator                                   | Pantanal                  | Venceu    |
| 2022 | Melhores do Ano NaTelinha                         | Melhor Ator                                   | Pantanal                  | Venceu    |
| 2022 | Melhores do Ano                                   | Ator de Novela                                | Pantanal                  | Venceu    |
| 2022 | Melhores do Ano AnaMaria                          | Ator do Ano                                   | Pantanal                  | Venceu    |
| 2022 | Prêmio Melhores do Ano Social1                    | Melhor Ator                                   | Pantanal                  | Indicado  |
| 2022 | Prêmio Área VIP                                   | Melhor Ator                                   | Pantanal                  | Venceu    |
| 2022 | Melhores e Piores de TV Press                     | Melhor Ator                                   | Pantanal                  | Venceu    |
| 2023 | Troféu Internet                                   | Melhor Ator de Novela                         | Pantanal                  | Pendente  |
| 2023 | Prêmio APCA de Televisão                          | Melhor Ator                                   | Pantanal                  | Indicado  |
| 2023 | Prêmio Meu Gurgel de Bronze                       | Melhor Ator                                   | Avenida Brasil            | Venceu    |
| 2023 | Inffinito Brazilian Film Festival Miami           | Melhor Filme                                  | Pérola                    | Indicado  |
| 2024 | Festival Sesc Melhores Filmes                     | Melhor Filme Nacional                         | Pérola                    | Indicado  |
| 2024 | Festival Sesc Melhores Filmes                     | Melhor Direção Nacional                       | Pérola                    | Indicado  |
| 2024 | Festival de Cinema Brasileiro de Paris            | Melhor Filme (Troféu Jangada)                 | Pérola                    | Venceu    |
| 2024 | Prêmio Grande Otelo                               | Melhor Longa-metragem de Comédia              | Pérola                    | Pendente  |